# فرانک هارپر
فرانک هارپر (انگلیسی: Frank Harper؛ زادهٔ ۱۲ دسامبر ۱۹۶۲) یک هنرپیشه اهل بریتانیا است.
از فیلم‌ها یا برنامه‌های تلویزیونی که وی در آن نقش داشته است می‌توان به به نام پدر، بیست و چهار هفت، قفل، انبار و دو بشکه باروت، برای ملکه و کشور، بچه کلسیم و رقص خیابانی اشاره کرد.